# Helmut Caspary

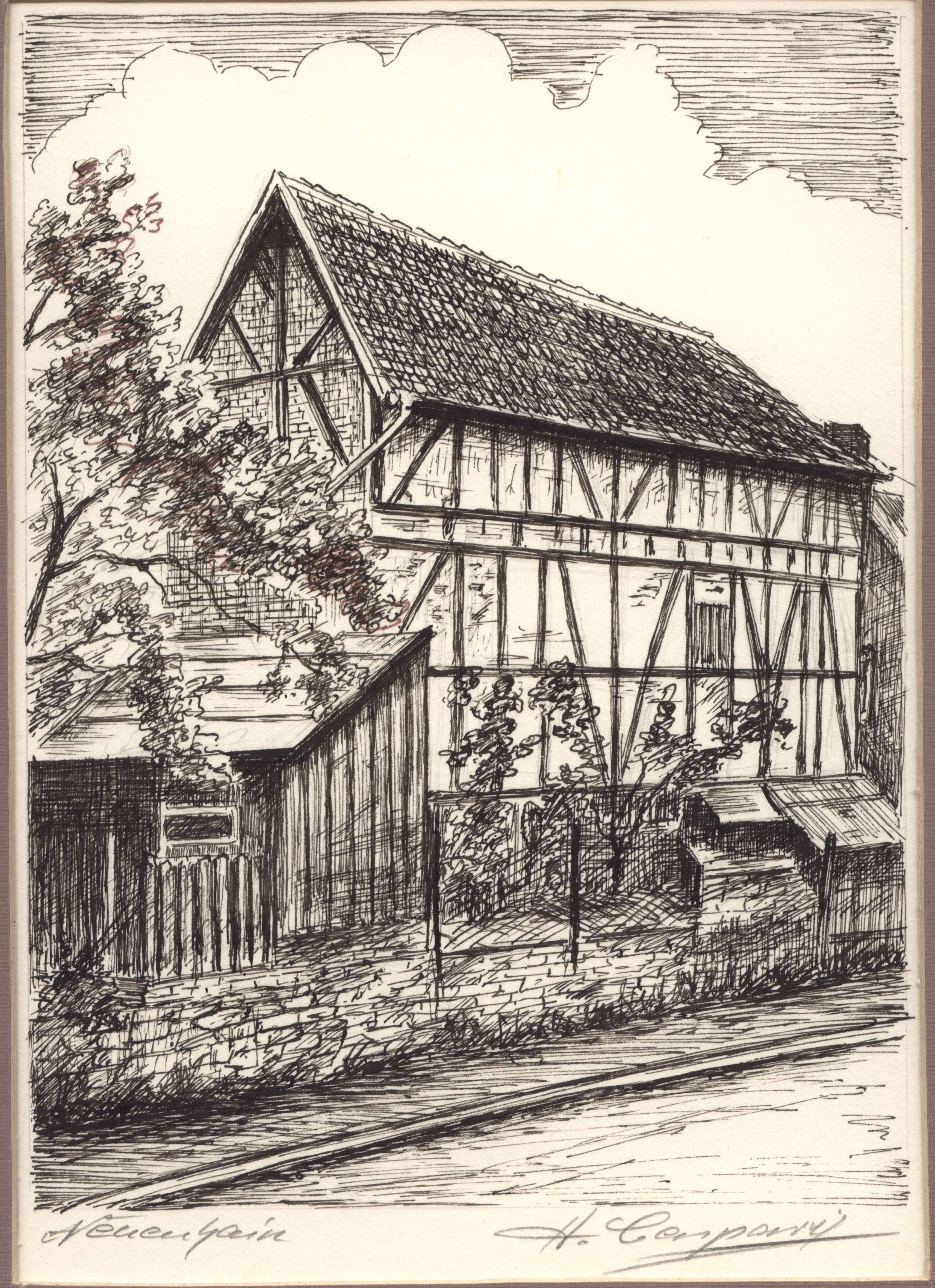
Federzeichnung von Helmut Caspary einer Neuenhainer Scheune von 1958

Helmut Caspary (* 24. Januar 1927 in Frankfurt am Main; † 2. Februar 1985 in Eberbach) war ein deutscher Maler.

## Leben und Beruf
Vom Maler Helmut Caspary ist lediglich bekannt, dass er mit vier Jahren nach Neuenhain zog und dort bis ca. 1963 in der Schulstraße 4 gelebt hat. Das Bad Sodener Stadtmuseum verfügt zwar über neun Aquarelle und Federzeichnungen, doch der kreative Mensch dahinter bleibt im Verborgenen.
Die Motive für seine Arbeiten hat Caspary in Neuenhain und in der Kernstadt gefunden: das Batzenhaus in Neuenhain, Kurhaus und das Paulinenschlösschen in der Kernstadt sowie das idyllische Altenhainer Tal. Aus dieser Zeit kannte er auch die Bad Sodener Künstler Richard Schoenfeld und Maximilian Klewer. 1942 lernte er den Maler und Bildhauer Fritz Best aus Kronberg kennen; oft konnte man ihn in dessen Atelier antreffen. Auch der Maler Siegfried Reich an der Stolpe gehörte zu seinen Malerbekanntschaften.
Recherchen im Zusammenhang mit seinem späteren Lebensaufenthalt in Eberbach, brachten weitere Landschaft- und Blumengemälde in Acryl auf Leinwand und Pappe hervor. An seinem letzten Wohnort Eberbach gab er Mal- und Zeichenkurse an der Volkshochschule. Er war Mitglied im Künstlerclub e.V. Frankfurt als auch im Kunstverein Neckar-Odenwald e.V.